# Treasure Island Media
Treasure Island Media (también conocido como TIM) es un estudio de pornografía gay estadounidense fundado en 1998 por Paul Morris que produce principalmente películas bareback. Fue el primer productor comercial que se especializó en películas sin condón como parte del interés subterráneo emergente de la década de 1990 en la era anterior al condón del porno gay que se refería a la libertad de la experiencia sexual. El estudio lleva el nombre del libro favorito de la infancia de Morris, Treasure Island. Además de la oficina original de San Francisco, TIM tiene oficinas de producción en Nueva York, Londres y Ciudad de México.

## Historia
Morris dijo que Treasure Island Media se estableció para "preservar la integridad de la pornografía y la representación honesta de la conducta sexual masculina". Cuando comencé a producir pornografía, el género se había vuelto deprimentemente corrupto, representando solo un pequeño subconjunto de conductas sexuales. quería capturar el tipo de sexo que tiene significado para mí y quería hacerlo de la manera más precisa y honesta posible. "También quería documentar a los hombres. No estaba interesado en cómo eran, estaba interesado en lo que ellos entendido con respecto al complejo lenguaje conductual del sexo entre los hombres ". Añadió:" Más recientemente, he estado motivado para producir pornografía para abordar directamente el terrible fenómeno del 'armario' del VIH ".

## Reconocimiento
Según XBIZ, el video más vendido de TIM hasta la fecha es Dawson 20 Load Weekend (2004), protagonizado por Dawson.

## Premios
- Premios Golden Dickie 2008 (de Rad Video): Mejor estudio, Mejor película (What I Can't See 2); Mejor director (Paul Morris); Mejor intérprete (Jesse O'Toole); y Mejor Película Especial / Fetiche (Damon Blows America 8 - Los Angeles)[5]
- 2010 Cybersocket Web Awards: Mejor sitio nuevo; Mejor empresa de video; Mejor sitio de VOD; y película del año[6]
- 2012 Raven's Eden Awards: Ganador - Mejor estudio gay[7]
- 2013 Raven's Eden Awards: Ganador - Mejor estudio gay; Mejor película a pelo (Manfuck Manifesto);
- Premios Raven's Eden 2014: Ganador - Mejor estudio gay; Mejor película recopilatoria (Plantin 'Seed Anthology)
- Premios Raven's Eden 2015: Ganador Mejor estudio gay
- 2015 Prowler Porn Awards: Ganador - Mejor escena británica (Nathan es golpeado)[7]
- Premios Raven's Eden 2016: Ganador - Mejor estudio gay; Ganador - Mejor película de compilación (Legendary Cocksucker: Best of Damon Dogg); Ganador - Mejor película a pelo (Buggery)
- Premios europeos de porno gay HustlaBall 2017: Mejor escena de película (Take That Black Dick White Boy); Mejor director (Paul Morris y Max Sohl); Mejor película fetiche (Cum Junkie); Mejor película (Cum Junkie)
- 2017 Prowler Porn Awards: Ganador -Mejor DVD Fetiche Británico (Public Meat)[8]
- 2018 Prowler Porn Awards: Ganador - Mejor director europeo (Paul Stag); Ganador - Mejor DVD Fetiche Europeo (Destruyendo a Logan Moore)
- Premios Hustlaball European Porn Awards 2018: Nominado - Mejor sitio web, Ganador - Mejor película Hunk (Destroying Logan Moore); Ganador - Mejor película fetiche (Destroying Logan Moore)[9]
- 2019 Prowler European Porn Awards: Nominado - Mejor DVD europeo (Destruyendo a Logan Moore); Ganador - Lifetime Achievement Award (Paul Stag; director y jefe de producción europea)[10]

## Actores
- B.J. Slater
- Max Sohl
- Drew Sebastian
- John Dahl
- Ethan Wolfe[11]